# Prionyx judaeus
Prionyx judaeus (лат.) — вид роющих ос рода Prionyx из семейства Sphecidae.

## Распространение
Израиль, Египет.

## Описание
Осы крупных размеров (длина около 2 см). Цвет черный; крылья желтые, особенно в основании, вершина несколько размыта, жилки желто-коричневые; опушение черное, длинное и крупное на клипеусе, лице, вертексе, висках и переднеспинке, короткое и полуприжатое на мезонотуме спереди, проподеуме и тазиках. Усики самок 12-члениковые, у самцов состоят из 13 сегментов. Длина самцов от 12 до 18 мм. Имеют длинную и узкую «талию» (петиоль — участок между грудью и брюшком).